# 東南興站
東南興站（韓語：동남흥역）是朝鮮民主主義人民共和國平安南道安州市的一個鐵路車站，属于龜鳳山線。

## 邻近车站
龜鳳山線
龜鳳山站 - 東南興站